# Johann Heinrich Roos

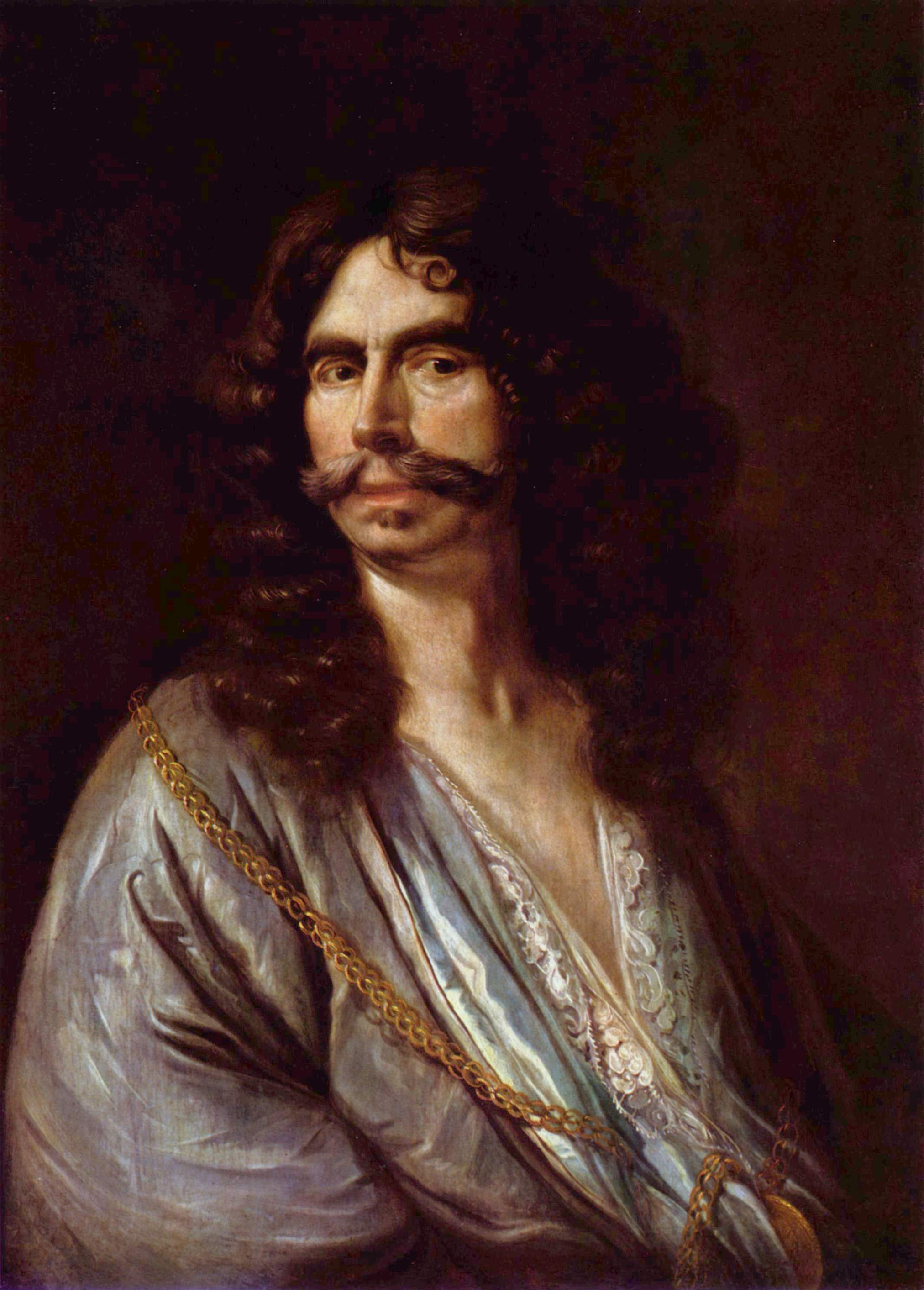
Johann Heinrich Roos.

Johann Heinrich Roos, född den 29 september 1631 i Otterberg, Pfalz, död den 3 oktober 1685 i Frankfurt am Main, var en tysk målare, bror till Theodor Roos, far till Philipp Peter och Johann Melchior Roos. 
Roos studerade i Amsterdam under inflytande av Karel du Jardin, Nicolaes Berchem och Jan Baptist Weenix samt i Italien. Han fick 1668 borgarrätt i Frankfurt och blev 1673 hovmålare hos kurfurst Karl Ludvig av Pfalz, men hade fortfarande sin bostad i Frankfurt. Han målade även porträtt och religiösa framställningar, men främst bilder från romerska kampagnan, med herdar och hjordar, som vilar. Italienskt landskap med kreatur (1666) fanns vid 1900-talets början i Redinska samlingen i Stockholm och många handteckningar i Nationalmuseum.